# Луцій Кассій Лонгін (народний трибун)
Луцій Кассій Лонгін (лат. Lucius Cassius Longinus, 132 до н. е. —після 104 до н. е.) — політичний діяч Римської республіки.

## Життєпис
Походив з впливового плебейського роду Кассіїв. Син Луція Кассія Лонгіна, консула 107 року до н. е.
У 104 році до н. е. обирається на посаду народного трибуна. Під час своєї каденції провів низку законів, що послабили владу нобілітету, зокрема, закон про виключення з сенату осіб, позбавлених імперія за рішенням народних зборів. Закон був продиктований політичною ворожнечею і спрямований проти Квінта Сервилия Цепіона, консула 106 року до н. е., який таким чином був позбавлений імперія. Подальша доля невідома.